# Os cuneiforme intermedium
Het os cuneiforme intermedium (middelste wigvormige been) of os cuneiforme secundum (tweede wigvormige been) is een van de zeven voetwortelbeentjes. Het is gelegen aan de mediale zijde van de voetwortel en vormt een gewrichtsverbinding met het os naviculare aan proximale zijde, het eerste wigvormige been (het os cuneiforme mediale) aan mediale zijde, het derde wigvormige been (het os cuneiforme laterale) aan laterale zijde en het tweede middenvoetsbeen aan distale zijde.

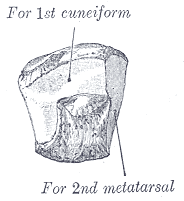
Het linker os cuneiforme intermedium, van anteromediaal
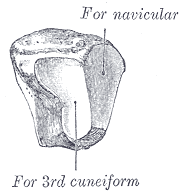
Het linker os cuneiforme intermedium, van posterolateraal